# Abu al-Hasan Ali de Grenade
Pour les articles homonymes, voir Abu al-Hasan Ali.
Abū al-Ḥasan ʿAlī ben Saʿd appelé Moulay Hasan, Muley Hacén ou Mulhacén par les castillans, surnommé El Viejo (l'Ancien) est le vingt-et-unième émir nasride de Grenade. Il renverse son père Sa`d al-Musta`în (Ciriza) en août 1464. Il est renversé par son fils Mohammed XII az-Zughbî (Boabdil) surnommé El Chico (Le Jeune) en 1482 et reprend le pouvoir en 1484 lorsque son fils est prisonnier des Rois de Castille. Il meurt en 1485. Mohammed az-Zaghall assure l'intérim jusqu'en 1487 lorsque Boabdil est libéré.

## Biographie

### Le règne (1464 - 1482)
Abû al-Hasan `Alî devient émir de Grenade en août 1464, après avoir renversé son père Sa`d al-Musta`în (Ciriza), avec le soutien des Abencérages. Les historiens musulmans et les chroniques castillanes dénoncent les mœurs dissolues d'Abû al-Hasan `Alî. Le sultan s'amuse en compagnie de chanteurs et de danseurs. Sa`d al-Musta`în avait marié son fils Abû al-Hasan `Alî avec la veuve de Mohammed XI (El Chiquito) nommée Fátima (ou `Â'icha al-Horra selon les sources). Avec cette union, il espérait sans doute arriver à une réconciliation entre les factions grenadines. Fátima et Abû al-Hasan `Alî ont deux fils Mohammed, futur Mohammed XII az-Zughbî (Boabdil), et Yûsuf, mais Abû al-Hasan `Alî devient éperdument amoureux d'une esclave chrétienne, Isabelle de Solis. Elle se convertit à l'islam et prend le nom de Soraya. Abû al-Hasan `Alî répudie sa première épouse.
Il mène des campagnes contre la Castille et obtient même quelques succès. En 1469, Isabelle de Castille, malgré l'opposition de son frère le roi Henri IV, se marie avec Ferdinand d'Aragon. Ce mariage met fin aux manœuvres de Grenade, qui se servait de la rivalité entre les deux royaumes, et cette unification des deux royaumes d'Espagne conduit à la disparition de l'émirat de Grenade en 1492.
En 1474, après le décès Henri IV de Castille, Isabelle est proclamée reine de Castille sous le nom d'Isabelle Ire de Castille dans l'église de San Martín de Ségovie. En 1481, le marquis de Cadix, Rodrigo Ponce de León, sort d'Arcos de la Frontera et organise une expédition contre Ronda. Il détruit la tour dite du marché. Les musulmans de Ronde ripostent en se lançant à l'assaut du château de Zahara de la Sierra, qui était devenu l'apanage de Ferdinand au début du XVe siècle. Le 27 décembre 1481, les détachements nasrides prennent le château par surprise, tuent de nombreux chrétiens et emmènent cent cinquante prisonniers à Ronda. Cinquante cavaliers et deux cents arbalétriers ont défendu Zahara et l'approvisionnement de cette forteresse a été soigneusement assuré.

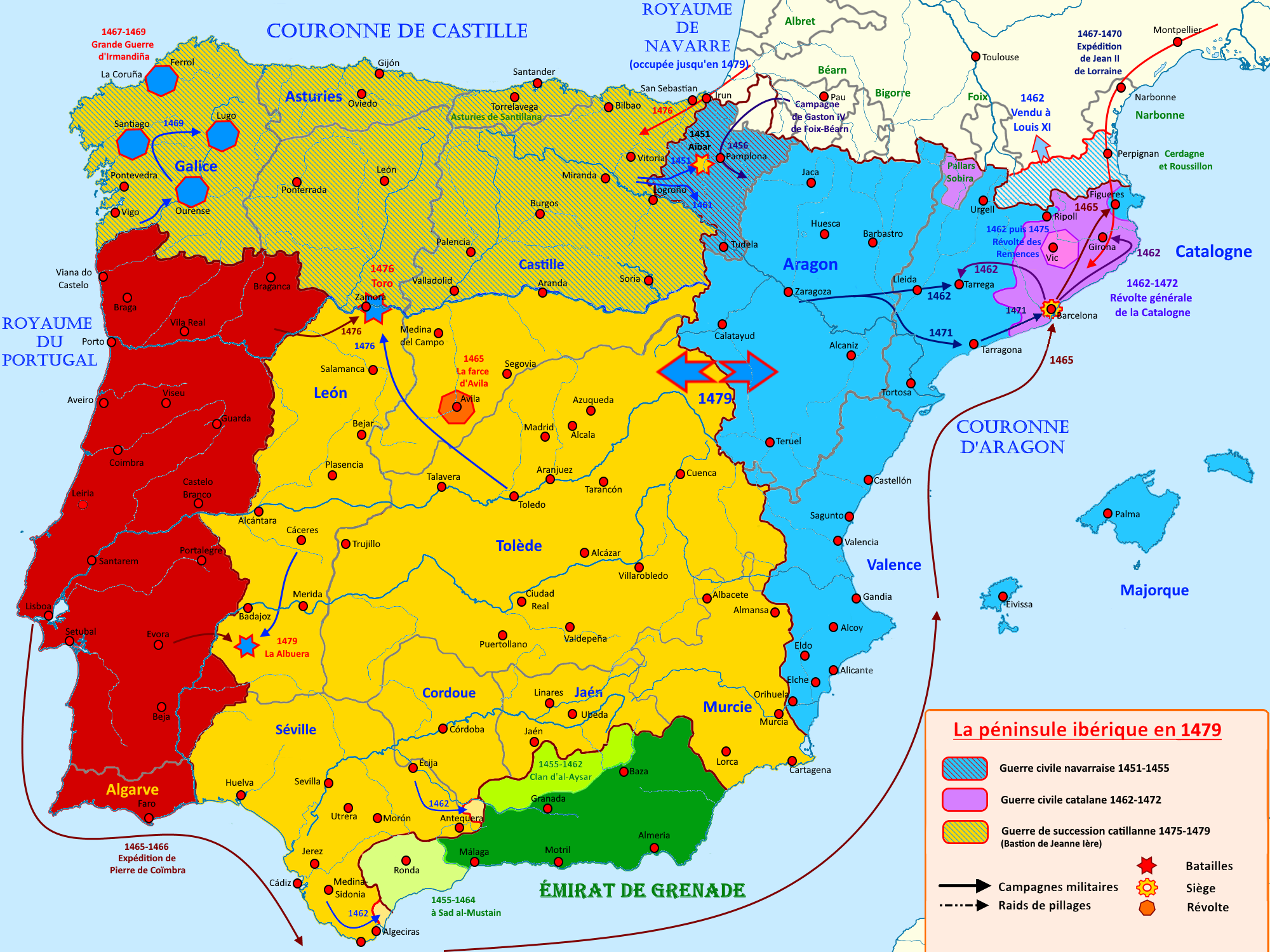
L'émirat de Grenade de 1450 à 1479

#### La conquête d'Alhama
Le marquis de Cadix cherche à se venger de la prise de Zahara. À Marchena, il a réuni deux mille cinq cents cavaliers et trois mille fantassins. Son armée est guidée par des espions frontaliers, dont beaucoup sont des renégats musulmans. Ils prennent les sentiers montagneux de la région de Loja pour tromper la surveillance des musulmans. Le 28 février de 1482, au bout de deux jours de marche, ils sont arrivés à Alhama au petit jour. Quelques hommes tuent les sentinelles musulmanes et pénètrent dans l'enceinte ; Ils ouvrent les portes de la forteresse et permettent ainsi au marquis de Cadix et au gros de ses troupes de se rassembler dans la forteresse. Les musulmans, lorsqu'ils se rendent compte de ce qui est en train de se passer, essaient vainement de se défendre. Ils sont obligés de se replier à Grenade. Les Castillans pillent la ville et font un grand butin. Ils redressent les fortifications par crainte d'une contre-attaque des musulmans, mais, malgré cela, quatre jours plus tard Abû al-Hasan `Alî reprend la ville.
Le duc de Medina Sidonia et le comte de Cabra vont au secours du marquis et, après vingt-cinq jours de siège, les Grenadins sont obligés de se retirer (29 mars 1482). Pour les nasrides, il est vital de récupérer Alhama de Granada, qui domine la route de Grenade à Malaga et à Ronda. Mais toutes les tentatives restent vaines. Ce malheur musulman a été raconté par un romancero anonyme du XVe siècle avec pour titre « la grande perte d'Alhama ».

#### La bataille de Loja
Pour consolider leur conquête, les Rois catholiques décident de faire le siège de la ville de Loja, dite la "clé de la Vallée". Le 9 juillet 1482, les Castillans s'installent dans une petite vallée plantée d'oliviers et des collines, au pied de la forteresse nasride de Loja. Cette place forte est défendue par un des meilleurs commandants grenadins : `Alî al-Attar. Celui-ci, profitant d'une négligence des envahisseurs, fait une sortie avec des fantassins et des cavaliers attaquant directement le camp des Castillans. Il parvient ainsi à s'emparer d'armes, de canons et de matériels que les Castillans avaient amenés pour leur siège.
Le 14 juillet 1482, les armées chrétiennes se retirent. Le même jour arrive de Grenade la nouvelle de l'évasion de l'Alhambra des deux fils d'Abû al-Hasan `Alî, Mohammed az-Zughbî (Boabdil) et Yûsuf. Leur fuite a été favorisée par Fátima, leur mère et ex-épouse d'Abû al-Hasan `Alî. Les princes rebelles arrivent à Guadix. Mohammed az-Zughbî (Boabdil) y est reconnu comme souverain.
L'historiographie castillane et la littérature romantique ont expliqué la cause du soulèvement par la rivalité qui opposait la sultane Fátima à la favorite Zoraya. Les Abencérages qu'Abû al-Hasan `Alî avait fait décimer lancent contre lui un complot, dont le principal instigateur est Youssef Ibn Kumasa (Aben Comixa), un membre de la famille nasride. Youssef Ibn Kumasa haïssait le vizir Abû al-Qasim Bannigas, de sinistre renommée. Ce membre de la famille Bannigas, rivale des Abencérages, était accusé de faire le jeu des Castillans. Les mécontents, qui se recrutent autant parmi les nobles grenadins que dans les classes plus humbles de l'Albaicín, se regroupent autour de Mohammed az-Zughbî et se décident à détrôner Abû al-Hasan `Alî. Mohammed az-Zughbî est proclamé sultan de Grenade par les Abencérages le 15 juillet 1482. Après une bataille furieuse dans les rues de Grenade dans laquelle il a été mis en échec, Abû al-Hasan `Alî s'enfuit de Grenade avec son frère Mohammed az-Zaghall vers Malaga puis vers Almería où il se prépare à combattre son fils.

### Le règne de Boabdil (1482 - 1484)
Au printemps 1483, le marquis de Cadix, qui a eu certains succès militaires, perd une bataille dans la région dite de l'Axarquía. La bataille de l'Axarquía est la dernière victoire des musulmans dans l'histoire d'al-Ándalus.
Un mois plus tard, Boabdil, avide de gloire, attaque Lucena. C'est une défaite sévère pour les Nasrides. Le sultan est fait prisonnier par les Castillans. Dès qu'il s'est informé de la catastrophe de Lucena, Abû al-Hasan `Alî, qui dispose du soutien de nombreux habitants de Grenade, se hâte de reprendre son trône.

### La captivité de Boabdil (1484 - 1485)
Abû al-Hasan `Alî souffrait d'une maladie sérieuse ; apparemment, il souffrait une épilepsie qui entraîne la perte de la vue et une espèce de gonflement général. Un chroniqueur musulman anonyme voit en cela une punition divine. D'autre part, en pactisant avec les chrétiens, Boabdil s'aliène les Grenadins. Plusieurs juristes rendent une sentence de réprobation dans une fatwa datée d'octobre 1483.
En septembre, les Castillans prennent Utrera et à la fin du mois d'octobre 1483, le marquis de Cadix prend la forteresse de Zahara dont la chute en 1481 avait déchaîné la guerre de Grenade.

#### La chute de Ronda
Pendant l'été 1484, le harcèlement castillan reprend. Le 21 septembre, Ferdinand II, grâce à son artillerie, prend Setenil, à dix kilomètres de Ronda. Les Castillans consacrent l'hiver au perfectionnement des machines de guerre et de l'artillerie.
Le 8 mai, l'avant-garde castillane, sous les ordres du marquis de Cadix, arrive à Ronda. Le 17 mai, avec de violents tirs d'artillerie, les chrétiens démolissent l'enceinte de la ville. Le 19, ils coupent l'approvisionnement d'eau à la ville. Ronda capitule le 22 mai. Cette chute entraîne celle de toute la montagne, ainsi que la capitulation de Marbella.
L'émir Mohammed az-Zaghall ben Sa`d, frère cadet d'Abû al-Hasan `Alî, se fait proclamer sultan avec l'appui du vizir Abû al-Qasim Bannigas. Les Grenadins, qui l'estiment beaucoup, le surnomment Az-Zaghall (Le Courageux). Il relègue le sultan déchu Abû al-Hasan `Alî à Almuñécar, où celui-ci réside jusqu'à son décès. Mohammed az-Zaghall va assurer l'intérim du pouvoir jusqu'à la libération de Boabdil en 1487.

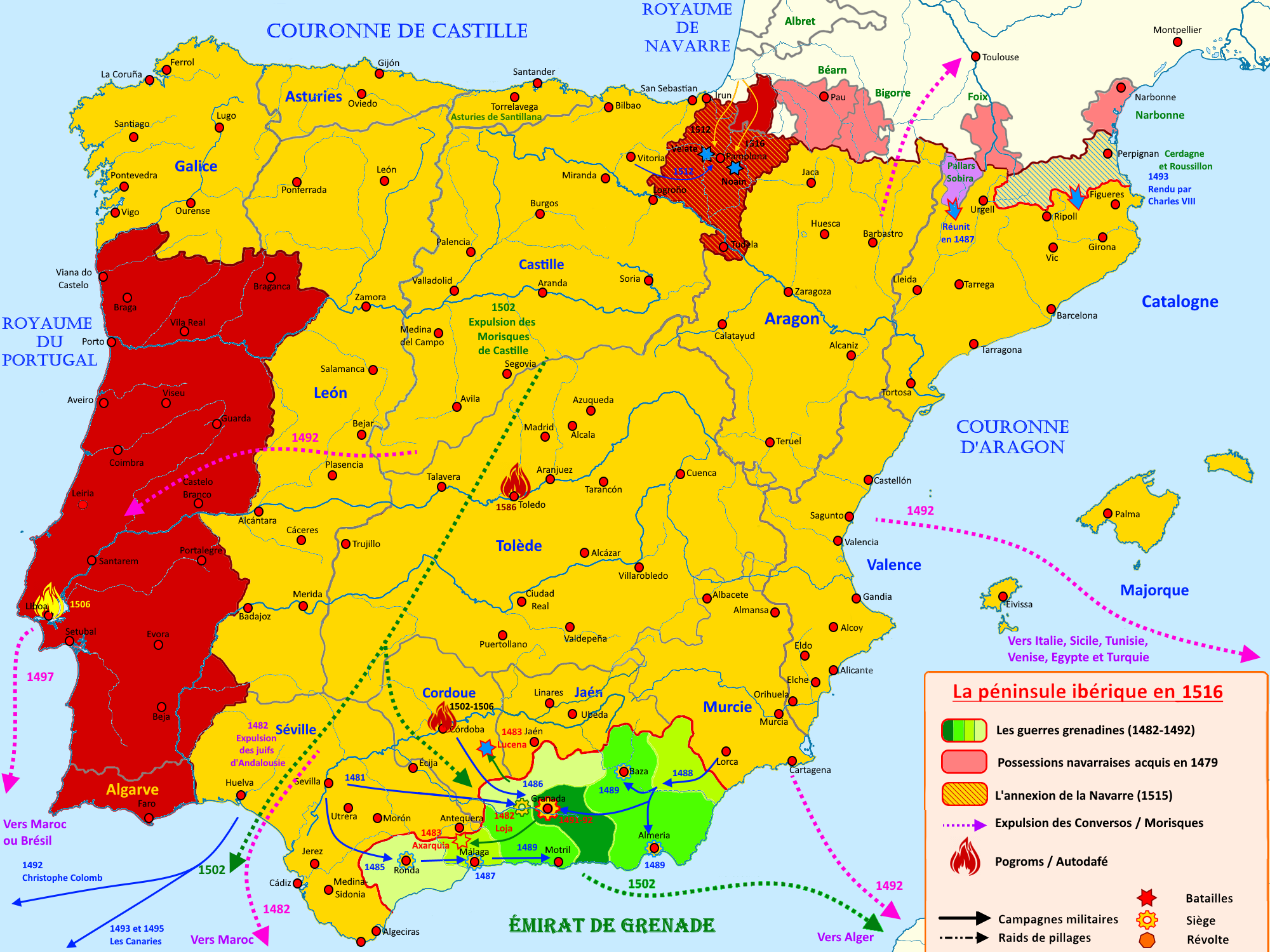
La fin de l'émirat de Grenade, 1479-1492

## La légende
La légende raconte qu'Abû al-Hasan `Alî a été enterré sur le plus haut sommet de la Sierra Nevada, le mont Mulhacén (3 482 m) qui porte son nom.